# 北京市地铁运营有限公司
北京市地铁运营有限公司是北京地铁的主要运营公司，负责北京地铁中17条线路的运营、列车及轨道的维护、保养、维修等工作。

## 历史

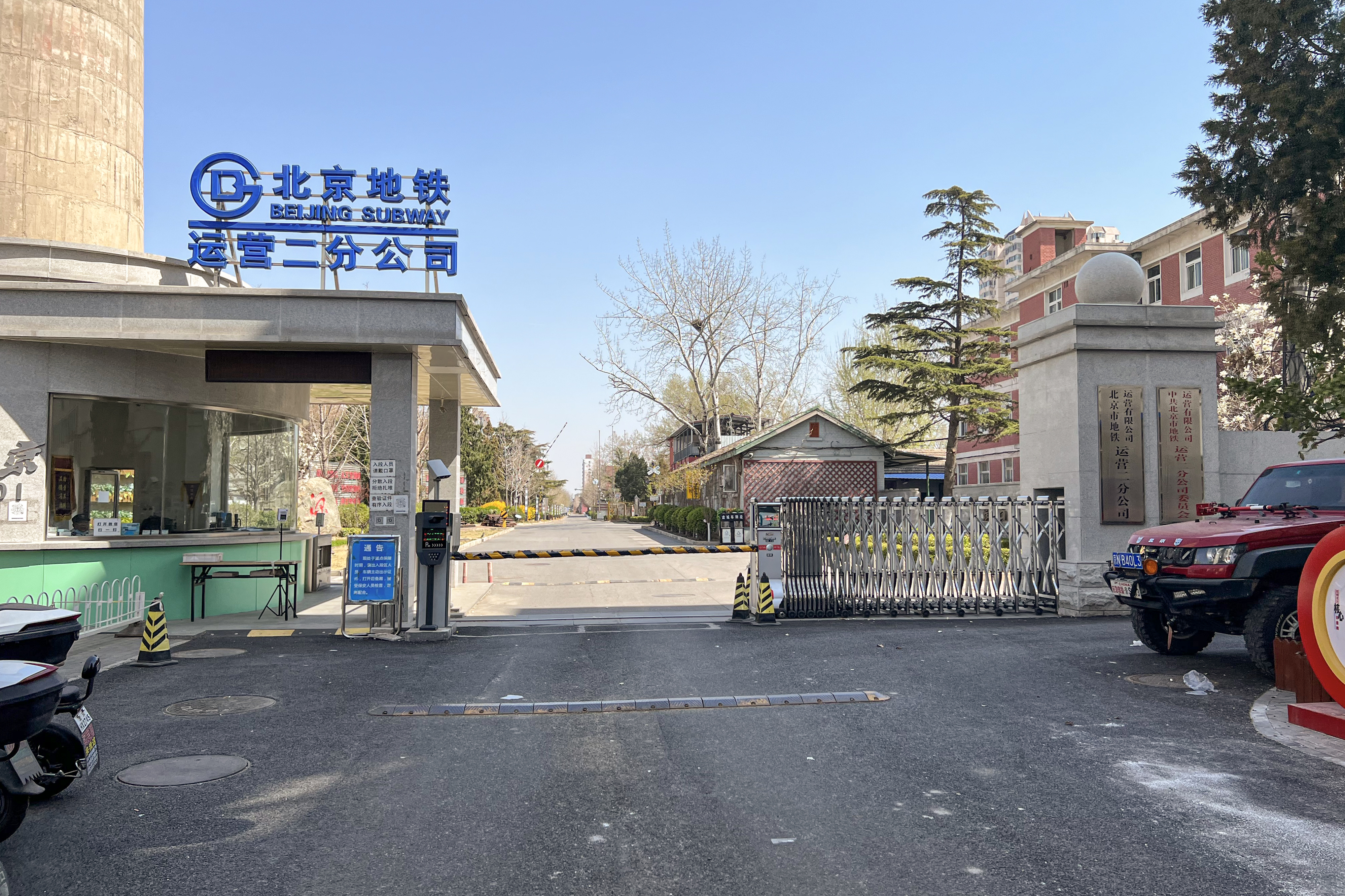
运营二分公司机关位于古城车辆段

北京市地铁运营有限公司于2001年7月26日，是由北京地铁总公司拆分出的公司之一，由北京市政府全资持股。该公司同时拥有北京地铁车辆装备有限公司的列车制造业务，同时持有京城地铁公司51%的股份。
截至2024年12月，北京市地铁运营有限公司共运营地铁线路19条，车站335座。

## 分公司
北京市地铁运营有限公司旗下设四个运营分公司，分别为北京市地铁运营有限公司运营一分公司、北京市地铁运营有限公司运营二分公司、北京市地铁运营有限公司运营三分公司和北京市地铁运营有限公司运营四分公司。四个运营分公司均于2009年6月15日由北京市地铁运营有限公司分析设立。
- 北京市地铁运营有限公司运营一分公司驻地位于北京市昌平区东小口地区东三旗半截塔村东侧，5号线太平庄车辆段处，分管北京地铁 █ 5号线、 █ 6号线、 █ 7号线和 █ 亦庄线四条线路的日常运营工作；
- 北京市地铁运营有限公司运营二分公司驻地位于北京市石景山区杨庄大街18号，1号线八通线古城车辆段处，分管北京地铁 █ 1号线、 █ 八通线、 █ 9号线、 █ 房山线、 █ S1线和 █ 11号线等6条线路的日常运营工作；
- 北京市地铁运营有限公司运营三分公司驻地位于北京市海淀区德胜门西大街5号，2号线太平湖车辆段处，分管北京地铁 █ 2号线、 █ 8号线、 █ 10号线和 █ 13号线四条线路的日常运营工作；
- 北京市地铁运营有限公司运营四分公司驻地位于北京市顺义区南彩镇顺平辅线与彩祥东路交叉路口往西南约100米，15号线俸伯停车场处，分管北京地铁 █ 3号线、 █ 12号线、 █ 15号线、 █ 昌平线四条线路的日常运营工作。2018年7月前，运营四分公司还曾接管首都机场线的日常运营工作，2018年7月，首都机场线转交由京城地铁公司管理日常运营。

## 未来发展
北京市地铁运营有限公司已取得 █ 28号线的运营权。